# Yelena Çebanu
Yelena Çebanu (ukrainisch Олена Іванівна Чебану, Olena Iwaniwna Tschebanu, engl. Transkription Olena Chebanu; * 4. Januar 1981 in Charkiw, USSR, Sowjetunion als Jelena Tschebanu) ist eine ehemalige aserbaidschan-ukrainische Leichtathletin, die sich auf den Sprint spezialisiert hat. Mit der ukrainischen 4-mal-100-Meter-Staffel wurde sie 2010 in Barcelona Europameisterin. Anschließend startete sie ab 2015 für Aserbaidschan wegen starker Beeinträchtigungen des Sehvermögens in der paralympischen Klasse T12-Klasse und gewann 2016 drei Medaillen bei den Paralympics in Rio de Janeiro. 

## Sportliche Laufbahn
Erste internationale Erfahrungen sammelte Yelena Çebanu im Jahr 2003, als sie bei den U23-Europameisterschaften in Bydgoszcz mit 24,37 s in der ersten Runde im 200-Meter-Lauf ausschied und mit der ukrainischen 4-mal-100-Meter-Staffel in 44,29 s die Goldmedaille gewann. 2006 belegte sie bei den Europameisterschaften in Göteborg in 23,63 s den siebten Platz über 200 Meter und belegte mit der Staffel in 43,97 s den vierten Platz. Im Jahr darauf gewann sie bei der Sommer-Universiade in Bangkok in 11,56 s die Silbermedaille im 100-Meter-Lauf hinter der Finnin Johanna Manninen und mit der Staffel gewann sie in 43,99 s die Bronzemedaille hinter den Teams aus Finnland und Thailand. Anschließend schied sie bei den Weltmeisterschaften in Osaka mit 23,21 s im Viertelfinale über 200 Meter aus und kam mit der Staffel im Vorlauf nicht ins Ziel. 2009 verpasste sie bei den Weltmeisterschaften in Berlin mit der Staffel mit 43,77 s den Finaleinzug und im Jahr darauf kam sie bei den Europameisterschaften in Barcelona im Vorlauf zum Einsatz und trug damit zum Gewinn der Goldmedaille bei. 2012 bestritt sie letztmals Wettkämpfe für die Ukraine.
2006 wurde Tschebanu ukrainische Meisterin im 100- und 200-Meter-Lauf.
Ab 2015 ging Çebanu für Aserbaidschan an den Start und belegte mit der 4-mal-100-Meter-Staffel in 46,10 s den vierten Platz bei der 3. Liga der Team-Europameisterschaft im Rahmen der Europaspiele in Baku. Im selben Jahr gewann sie bei den Para-Weltmeisterschaften in 11,94 s die Silbermedaille in der T12-Klasse hinter der Kubanerin Omara Durand und über 200 Meter gewann sie in 24,54 s die Bronzemedaille hinter der Kubanerin Durand und der Ukrainerin Oksana Boturtschuk. Im Jahr darauf nahm sie an den Sommer-Paralympics in Rio de Janeiro teil und gewann dort in 11,71 s die Silbermedaille über 100 Meter hinter Durand sicherte sich über 200 Meter in 23,80 s die Bronzemedaille hinter Durand und der Ukrainerin Boturtschuk. Zudem gewann sie im Weitsprung mit 5,56 m die Silbermedaille hinter der Ukrainerin Oksana Subkowska. 2019 schied sie bei den Para-Weltmeisterschaften in Dubai in der ersten Runde über 200 Meter aus und 2021 belegte sie bei den Sommer-Paralympics in Tokio in 12,41 s den siebten Platz über 100 Meter in der T13-Klasse.

## Persönliche Bestleistungen
- 100 Meter: 11,19 s (−0,8 m/s), 16. Juni 2006 in Kiew
  - 60 Meter (Halle): 7,44 s, 22. Februar 2008 in Sumy
- 200 Meter: 22,97 s (+0,6 m/s), 29. Juni 2006 in Málaga
  - 200 Meter (Halle): 24,27 s, 22. Februar 2004 in Sumy